# Mysterious Mose (película de 1930)
Mysterious Mose es un corto de animación estadounidense de 1930, de la serie Talkartoons. Fue producido por los estudios Fleischer y distribuido por Paramount Pictures. En él aparecen dos de las estrellas de dichos estudios: Betty Boop y Bimbo.

## Argumento
Una noche, Betty Boop no logra conciliar el sueño pues se oyen numerosos ruidos que consiguen atemorizarla. Se levanta de la cama y canta "Mysterious Mose". Mientras tanto, una extraña sombra se cuela en su casa. Al cabo de un instante, la sombra se convierte en Bimbo, pero esta no será la única sorpresa de la noche.

## Realización
Mysterious Mose es la séptima entrega de la serie Talkartoons (dibujos animados parlantes) y fue estrenada el 27 de diciembre de 1930.
El título hace referencia a la canción homónima (1930) escrita por Walter Doyle.